# Cholmskaja
Cholmskaja (russisch Холмская) ist eine Staniza in der Region Krasnodar in Russland mit 17.585 Einwohnern (Stand 14. Oktober 2010).

## Geographie
Der Ort liegt am Nordrand des Großen Kaukasus etwa 50 km Luftlinie südwestlich des Regionsverwaltungszentrums Krasnodar am linken Kuban-Nebenfluss Chabl (auch Suchoi Chabl, „Trockener Chabl“).
Cholmskaja gehört zum Rajon Abinski und befindet sich knapp 20 km östlich von dessen Verwaltungszentrum Abinsk. Die Siedlung ist Sitz der Landgemeinde Cholmskoje selskoje posselenije, zu der außerdem die Siedlungen Nowosadowy (30 km südlich), Nowy (14 km südsüdwestlich), Sinegorsk (10 km südsüdwestlich) und Sosnowaja Roschtscha (14 km südlich) sowie die Weiler (chutor) Chabl (11 km nordwestlich), Erastow (14 km nordöstlich), Krawtschenko (12 km nordöstlich), Krasnooktjabrski (10 km nördlich), Perwomaiski (11 km nordöstlich) und Worobjow (13 km nordnordöstlich) gehören. Alle Siedlungen liegen in den bewaldeten Bergen des Kaukasus, vorwiegend im Tal des Chabl und seiner Quellflüsse, Nowosadowy bereits jenseits des dort relativ niedrigen Hauptkammes an einem Zufluss der zum Schwarzen Meer abfließenden Pschada. Die Weiler befinden sich in der intensiv landwirtschaftlich genutzten Ebene, die nördlich der Staniza flach zum Kuban abfällt.

## Geschichte
Der Ort wurde 1863 gegen Ende des Kaukasuskrieges von umgesiedelten Asow-Kosaken gegründet und zunächst nach dem Fluss als Chablskaja bezeichnet. Bereits 1867 erhielt die Staniza ihren heutigen Namen, von russisch cholm für Hügel. Von 7. Juni 1961 bis 1997 besaß der Ort den Status einer Siedlung städtischen Typs; in dieser Zeit war die Namensform Cholmski offiziell.

### Bevölkerungsentwicklung
| Jahr | Einwohner |
| ---- | --------- |
| 1939 | 9.647     |
| 1959 | 14.895    |
| 1970 | 16.324    |
| 1979 | 15.654    |
| 1989 | 15.547    |
| 2002 | 17.271    |
| 2010 | 17.585    |

Anmerkung: Volkszählungsdaten

## Verkehr
Die Siedlung liegt an der von der Nordkaukasischen Eisenbahn betriebenen, 1888 eröffneten, auf diesem Abschnitt 1994 und durchgehend im Jahr 2000 elektrifizierten Eisenbahnstrecke Tichorezkaja – Krasnodar – Krymskaja – Noworossijsk (Streckenkilometer 725 ab Wolgograd). Durch die Staniza führt die Fernstraße A146, die die M4 bei Krasnodar mit der A290 (ehemals M25) verbindet und eine kürzere Alternativroute zum Schwarzmeerhafen Noworossijsk darstellt.

## Söhne und Töchter des Ortes
- Anatoli Serdjukow (* 1962), Politiker